# (9745) Shinkenwada
(9745) Shinkenwada (1988 VY) – planetoida z pasa głównego asteroid okrążająca Słońce w ciągu 5,01 lat w średniej odległości 2,93 j.a. Odkryta 2 listopada 1988 roku.